# ドキ死 (曲)
「ドキ死」（ドキし、心跳死）は、Nakanoまるの配信限定シングル。

## 概要
リリース作品としては、2017年発売のアルバム『MOM』以来1年ぶりのリリースで、シングル作品としては初の作品。
本作は、Nakanoまるが主演を務めた映画『ドキ死』の主題歌。当初、本作のリリースの予定はなかったが、映画の好評が広がり観客からリリースの要望の声が上がったことと、『MOOSIC LAB 2018』短編部門にてNakanoまるがベスト・ミュージシャン賞と女優賞を受賞したことから緊急リリースが決定した。

## 収録曲
1. ドキ死（4:41）
（作詞・作曲：Nakanoまる / 編曲：タカユキカトー）[3]
  - 映画『ドキ死』主題歌

シンガーソングライターの工藤ちゃんの「ずっとドキドキしていたい」という言葉に対してのアンサーで、「ずっとドキドキしていたら死んじゃうよ」という気持ちで書かれた楽曲[4]。
1番のAメロの歌詞「でもね ちなみにね 1番目は」のあとが途切れているが、これは曲の1番で「1番好き」と歌うと重たいということから、2番目に好きという意味を持たせて空けている。この処置について、Nakanoまるは「B'zの歌詞で意図的に空けている部分がある[注釈 1]と聞いて、かっこいいと思って。」とコメントしている[5]。
発売と同日の12月27日にミュージック・ビデオとして、映画『ドキ死』の映像を編集したショート・ヴァージョンがNakanoまるのYouTube公式チャンネルで公開された[6]。
2019年8月28日に発売の1stミニ・アルバム『WOW』で、初CD化となる[7]。また、同作のヴィレッジヴァンガード購入特典CD-Rに、本作の映画での歌唱バージョンが収録される[8]。

## パーソネル
- Nakanoまる：Vocal, Guitar
- タカユキカトー：Guitar, Bass, Programming
- マーシー（→SCHOOL←）：Drums
- つるうちはな（花とポップス）：Director